# Кавала
Кавала (грч. Καβάλα) је град и седиште истоимене општине и округа, на југозападу периферије Источна Македонија и Тракија. То је један од највећих градова и најважнијих привредних и образовних средишта ове периферије.
Кавала је удаљена 165 km од Солуна (источно) и 680 km од Атине.

## Положај
Кавала се налази на северној обали Орфанског залива, дела Егејског мора. Град се налази на брдовитом терену, а средиште града је смештено на каменитом полуострву Панагија због стратешке важности. Изнад града пружају се падине планине Лекани.
Иако се град налази на обалама Елејског мора није познат као туристичко летовалиште већ више као административно-културно-индустријски центар округа, лука и град интересантан за туристе због историјског значаја. Као туристичка дестинација погодна за одмор и летовање познато је острво Тасос које се налази недалеко од Кавале. До Тасоса се може стићи редовном трајектном линијом.

## Историја
Град је основан од стране насељеника са острва Парос у 6. век п. н. е. под именом „Неаполис“ (Нови Град). Град је постао месно средиште. Неаполис је постао староримски град 168. п. н. е. задржавши назив, да би у време Византије прозван |Христопољ. Из овог времена потиче градска тврђава. Словенско становништво на околним брдима град је звало Морунац, највероватније изведено од речи море. Панта Срећковић у својој Историји српскога народа старе српске записе који помињу град Крстопоље, назива данашњом Кавалом.
Јавља се у 19. веку као претплатник једне српске књиге у Кавали, Димитрије Младеновић трговац.
Кавала је дуго била у саставу Османског царства, у раздобљу од 1371. до 1912. године. Током овог петовековног раздобља најблиставије време било је време средине 16. века, када је велики везир био Ибрахим-паша, Грк пореклом. Тада је град добио акведукт. Град се тада шири и излази из градских зидина.

## Становништво
Према бугарском географу и историчару, Василу Канчову, у Кавали је 1900. године живело 5.000 Турака, 3.500 Грка, 400 Јевреја и 400 Рома. Године 1923. турско становништво је принудно исељено у Турску а на њихово место су насељене грчке избеглице (претежно из Турске), укупно 31.983 особа. На попису из 1928. године Кавала је имала 49.980 становника.
У последња три пописа кретање становништва било је следеће:
| 1981.  | 1991.  | 2001.  | 2021.  |
| ------ | ------ | ------ | ------ |
| 56.705 | 56.571 | 58.663 | 51.947 |

## Галерија
- Кавала 1942. године
- Стари град са тврђавом
- Сликовита четврт Кавале
- Акведукт
- Споменик
- Лав
- Стара кућа у традиционалном стилу
- Кућа из османског времена
- Средиште града

## Познате личности
- Мухамед Али Египатски, османски намесник Египатског пашалука и оснивач династије Мухамед Али
- Петрос Јаковидис, грчки певач, композитор и текстописац
- Теодорос Загоракис, бивши грчки фудбалер
- Зисис Вризас, бивши грчки фудбалер
- Деспина Ванди, грчка певачица
- Константинос Митроглу, грчки фудбалер
- Јоргос Георгијадис, грчки фудбалски тренер и бивши фудбалер